# František Cubr
František Cubr (8. ledna 1911 Praha – 30. června 1976 Praha) byl český architekt a pedagog.

## Život
Mezi roky 1928 a 1934 studoval Cubr na Fakultě architektury a pozemního stavitelství ČVUT v Praze. Roku 1937 založil spolu se Zdeňkem Pokorným architektonický ateliér. Po druhé světové válce patřil mezi spoluzakladatele Stavoprojektu (1948). V něm roku 1949 založil a vedl jeden z jeho ateliérů. Během padesátých let 20. století připravoval prezentaci Československa na Světové výstavě (EXPO) 1958 v belgickém Bruselu. Posléze se podílel i na následující výstavě, která se konala v roce 1967 v kanadském Montréalu. Roku 1960 se stal profesorem architektury na ČVUT v Praze a o osm let později (1968) profesorem Školy architektury Akademie výtvarných umění Praha.
Jeho dcera je akademická malířka Magdalena Cubrová a vnučka filmařka Kristina Weiserová. 
Mezi Cubrova díla se vedle prezentací na Světových výstavách řadí též rekonstrukce Jiřského kláštera na Pražském hradě, Československé velvyslanectví v Athénách, Ústřední telekomunikační budova v Praze. Mezi osobnosti, které Cubr pedagogicky vedl, patří například Eva Jiřičná, Zdenka Marie Nováková, Václav Aulický, Emil Přikryl, Václav Girsa nebo Jiří Suchomel.